# Больница Каролин
Больница Каролин (фр. Hôpital Caroline), также иногда называется Больница Герцогини де Берри — больница на острове Ратоно, в Марселе, что во Франции.

## История
Построена в период 1823—1828 годов архитектором Мишель-Робером Пеншо. Перестраивалась в 1850 году архитектором Вошером.
Больница функционировала до 1941 года, борясь в последние годы с эпидемией тифа в тюрьмах.
Комплекс был разрушен воздушными бомбардировками при освобождении Марселя в 1944 году, и заброшен до 1971 года, когда был взят на баланс города.

## Описание
Больница была построена в первую очередь для помещения в карантин путешественников, прибывших в Марсель, к которым имелись подозрения на распространенную в ту эпоху жёлтую горячку.
Строение отвечало многим санитарным и организационным требованиям: проветриваемость помещения для удаления микробов из воздуха, близость моря как способа транспортировки и источника воды для уборки помещений, изолированность на случай карантина, простота охраны территории и др.
Строение, функционирующее с 1823 года могло содержать 48 больных и 24 выздоравливающих. Больные были изолированы друг от друга в отдельных палатах, а от внешнего мира — ограждением больницы. В центре сооружения располагалось подобие капитанского мостика, с которого просматривалась вся территория госпиталя и прилегающая местность. Между отделениями для больных и выздоравливающих располагалась часовня, которая была видна отовсюду и была построена в стиле греческого храма. Окна, расположенные между колоннами позволяли лежачим больным наблюдать за мессой прямо из их палат, возвышение служило местом хранения инструментов и лекарств.
Архитектура здания четко соответствует утилитарной цели и здания построены с соблюдением жесткой экономии. Поэтому были использованы строительные материалы серийного производства.
Развитие современной навигации быстро сделало госпиталь узко специализированным инструментом карантина, тогда как с постепенным появлением лекарств от эпидемий ситуация менялась и больница стала в основном принимать военных после службы в Африке.
Бывшая больница, вместе с портом островов Помегю (Pomègues) и Фриули, образовал комплекс «Больница Островов», наиболее крупный и лучший на Средиземноморье. В настоящее время является объектом туризма.
Сегодня, благодаря постепенной реставрации на территории комплекса проводятся различные мероприятия. Наиболее известное — фестиваль «MIMI», организованный ассоциацией A.M.I. («Помощь инновационной музыке»). Этот фестиваль проводится ежегодно в середине июля и принимает артистов-новаторов со всего мира, всех жанров и направлений.

## Реставрация комплекса
С 1978 года ассоциация Каролин работает над восстановлением комплекса. В 1980 году комплекс получил национальный статус Исторического Памятника. С этого времени ассоциация занимается двумя основными направлениями: анимация комплекса (социальные и культурные мероприятия) и реставрация зданий (с помощью волонтерских программ).

## Друзья Мишель-Робера Пеншо
Ассоциация, созданная в 2007 году ставит себе следующие цели:
- распространение информации о творчестве Мишель-Робера Пеншо.
- Восстановление комплекса Каролин как архитектурного шедевра Мишель-Робера Пеншо.
- Анимация комплекса, организация социальных, культурных мероприятий.
- Охрана флоры и фауны и восстановление и сохранение ландшафта, окружающего комплекс.